# جائحة فيروس كورونا في سانت هيلانة وأسينشين وتريستان دا كونا 2020
تعد جائحة كوفيد-19 في سانت هيلانة وأسينشين وتريستان دا كونا جزءًا من جائحة فيروس كورونا العالمية الناجمة عن فيروس كورونا 2 المرتبط بالمتلازمة التنفسية الحادة الشديدة (سارس كوف 2). تم تأكيد أول إصابة بمرض فيروس كورونا في جزيرة أسينشين في 24 ديسمبر 2020.

## خلفية
في 12 يناير 2020، أكدت منظمة الصحة العالمية عن ظهور فيروس كورونا المستجد كسبب للمرض التنفسي الذي أصاب مجموعة من الأشخاص في مدينة ووهان، مقاطعة خوبي، الصين، إذ أُبلغ عنهم إلى منظمة الصحة العالمية في 31 ديسمبر 2019. كانت نسبة الوفيات بين الحالات المُشخصة بكوفيد-19 أقل بكثير من جائحة فيروس سارس في عام 2003، لكن انتقال العدوى كان أكبر، والوفيات أيضًا.

## سانت هيلينا
- في 27 مارس 2020، أعلنت حكومة سانت هيلينا عن حالة مشتبه بها بفيروس كوفيد-19 لدى شخص كان في عزل ذاتي منذ 21 مارس.[7] ونظرًا لموقع سانت هيلينا البعيد، لم تكن هناك مرافق اختبار متاحة بسهولة في ذلك الوقت. وبعد ذلك جاءت نتيجة فحص الحالة سلبية.[8]
- في 5 يناير 2021، تم تسليم الجرعات الأولى من لقاح أكسفورد–آسترازينيكا لكوفيد-19 إلى سانت هيلينا وبدأ إعطاؤها.[9]
- في 26 مارس 2021،[10] أعلنت مديرية الصحة في سانت هيلينا عن حالة إيجابية، لمسافر وصل بالطائرة في 24 مارس. وقد جاءت نتيجة الفحص سلبية في 29 مارس 2021.[11]
- في 27 مارس 2021، أعلنت حكومة سانت هيلينا عن عدد غير محدد من الحالات الإيجابية على متن سفينة صيد.[12]
- في 5 مايو 2021، أعلنت حكومة سانت هيلينا أن 3,528 من السكان قد تلقوا جرعتي اللقاح؛ وهذا يمثل 95.1% من السكان البالغين في سانت هيلينا و77.8% من إجمالي السكان.[13]
- في 3 سبتمبر، تم الإعلان عن عدد غير محدد من الحالات على متن رحلة قادمة من المملكة المتحدة.[14]
- في 18 يناير 2022، تم اكتشاف عدد غير محدد من الحالات الإيجابية الجديدة في الحجر الصحي المنزلي.[15]
- في 21 يناير،[16] و17 مارس،,[17] والأول[18] والخامس[19] من أبريل، تم الإبلاغ عن عدد غير محدد من الحالات الإيجابية الجديدة.
- في 20 أبريل 2022، تم تأكيد عدد غير محدد من الحالات الإيجابية وحالة أخرى لشخص تم اختباره في 9 أبريل.[20]
- في 4 مايو[21] و11 مايو، تم الإبلاغ عن عدد غير محدد من الحالات الجديدة. وتم تأكيد حالات أخرى لدى أشخاص في الحجر الصحي المنزلي الذين تم اختبارهم في 23 أبريل.[22]
- في 2 يونيو 2022، تم تأكيد وجود حالات إيجابية على متن سفينة.[23]
- في 27 يونيو 2022، تم تأكيد حالات إيجابية جديدة بين ركاب قادمين على رحلة وصلت في 19 يونيو.[24]
- في الخامس[25] والتاسع العشرين من يوليو، تم اكتشاف عدد غير محدد من الحالات الإيجابية الجديدة.[26]
- في 23 سبتمبر 2022، تم الإبلاغ عن 1355 حالة إيجابية.[27]

## أسينشين
- في 16 مارس 2020، أظهر ثلاثة أشخاص وصلوا بالطائرة إلى جزيرة أسينشين أعراض فيروس كوفيد-19.[28] وفي 23 مارس تم الإعلان عن أن نتائج اختبارهم جاءت سلبية في 22 مارس.[29]
- في 7 سبتمبر 2020، أعلنت حكومة جزيرة أسينشين وجود حالتين إيجابيتين مشتبه بهما لشخصين وصلا في 4 سبتمبر.[30] تمت إعادة اختبار الحالتين وثبت أن النتائج الإيجابية التي ظهرت لديهما في البداية كانت نتيجة لعدوى سابقة بفيروس كورونا، وليست إصابة حالية.[31]
- في 16 نوفمبر 2020، أعلنت حكومة جزيرة أسينشين عن حالة إيجابية مشتبه أخرى،[32] وثم جاءت النتيجة سلبية في وقت لاحق في 18 نوفمبر.[33]
- في 24 ديسمبر 2020، أعلنت حكومة جزيرة أسينشين عن حالة إيجابية في الحجر الصحي.[1] وقد جاءت نتيجة فحص الحالة سلبية في 6 يناير 2021.[34]
- في 16 فبراير 2021، تم توصيل 1950 جرعة من لقاح أكسفورد–آسترازينيكا بواسطة سلاح الجو الملكي البريطاني؛ بدأت عملية التطعيم في اليوم التالي.[35][36] وبحلول 25 مارس، كان قد تلقى 798 من سكان جزيرة أسنشين من بين 806 شخص (99%) على الأقل جرعة واحدة من اللقاح.[37]
- في 16 أبريل 2021، تم الإبلاغ عن حالة إيجابية جديدة لشخص وصل في 14 أبريل وكانت أعراضه طفيفة.[38] وفي 26 أبريل، تأكدت سلبية الحالة.[39]
- في 15 يوليو 2021، تم الإبلاغ عن حالة بأعراض طفيفة.[40] وفي 26 يوليو، جاءت نتيجة اختبار الحالة سلبية.[41]
- ثلاثة أشخاص ظهرت نتائج اختبارهم إيجابية في 9 أغسطس 2021،[42] وتم بعد ذلك إجراء اختبارات جديدة لهم في 23 أغسطس وجاءت سلبية.[43]
- في 6 يناير 2022، تم اكتشاف حالتين إيجابيتين.[44] تم الإبلاغ عن حالة إيجابية جديدة في 19 يناير.[45]
- في 8 فبراير 2022، تم تأكيد حالة إيجابية جديدة.[46]
- في 10 مارس، تم الإبلاغ عن حالة إيجابية جديدة في الحجر الصحي.[47] وتم تأكيد حالة أخرى في 18 مارس.[48]
- في 4 أبريل 2022، تم تأكيد إصابة فرد وصل بالطائرة من المملكة المتحدة.[49]
- في 4 مايو 2022، تم اكتشاف حالتين إيجابيتين لفردين وصلا بالقارب من كندا.[50]
- في 18 مايو، تم اكتشاف حالتين إيجابيتين لفردين وصلا بالطائرة في 12 مايو، بعد أن جاءت نتائج الاختبار سلبية سابقاً.[51]
- في 24 يونيو 2022، تم الإبلاغ عن ثلاث حالات إيجابية جديدة.[52]
- في 29 يونيو 2022، تم تأكيد حالة إيجابية جديدة.[53]
- في 31 يوليو 2022، قامت جزيرة أسينشين بإلغاء جميع متطلبات الحجر الصحي للمسافرين.[54]
- في 9 أغسطس 2022، أكدت حكومة جزيرة أسنشين وجود أول حالة مجتمعية. الحالة المجتمعية تشير إلى حالة إصابة بفيروس كوفيد-19 تم تأكيدها داخل المجتمع المحلي، بدلاً من الحالات التي تم اكتشافها في الأفراد الذين يعودون من السفر أو مناطق ذات انتشار محدود.[55]
- منذ 8 أغسطس 2022، تم الإبلاغ عن 170 حالة إيجابية.[56]

## تريستان دا كونا
في 16 مارس 2020، اتخذ مجلس جزيرة تريستان دا كونا قرارًا بحظر دخول الزوار إلى الجزيرة كإجراء احترازي، لمنع انتقال المرض إلى سكان الجزيرة.
في 21 أبريل 2021، تم وصول كمية كافية من لقاح أكسفورد–آسترازينيكا لتطعيم سكان الجزيرة بالكامل. بدأت عملية التطعيم في 28 أبريل، على الرغم من عدم إصدار البيانات بعد حول نسبة الأشخاص الذين تلقوا التطعيم.
حتى 27 أبريل 2021، لم يتم الإبلاغ عن أي حالات من فيروس كورونا.
في 19 يوليو 2021، تم اكتشاف حالتين إيجابيتين على متن سفينة، مما أدى إلى دخول إدنبرة ذات البحار السبعة في حظر تجول لمدة 10 أيام.